# Disparidades. Revista de Antropología
Disparidades. Revista de Antropología (DRA), fins al 2018 anomenada Revista de Dialectología y Tradiciones Populares (RDTP), és una revista científica d'antropologia editada i publicada pel Consell Superior d'Investigacions Científiques, fundada el 1944.
Es la més antiga de les publicacions periòdiques espanyoles dedicades a l'antropologia cultural i al folklore. Des que va començar a publicar-se pel Consell Superior d'Investigacions Científiques el 1944, s'ha mantingut fins avui de forma ininterrompuda. Encara que ha tingut diferents periodicitats, des de l'any 1993 es publica semestralment.
La RDTP va ser creada per Vicente García de Diego en la «Sección de Tradiciones Populares» de l'"Instituto Antonio de Nebrija de Filología Clásica", del CSIC) a Madrid, el juny de 1944. En un primer moment va néixer amb el títol de Revista de Tradiciones Populares, que es modificà en 1945, segons acord del CSIC, pel de Revista de Dialectología y Tradiciones Populares, buscant destacar la importància de les normes i sentits dialectals, que només es recollien accidentalment, com un element accessori de la cultura popular. La primera època de la publicació va estar caracteritzada per la representació la investigació basada en un concepte socialment conservador de la tradició i la cultura popular. L'any 1978 s'inaugura una segona etapa amb la direcció de Julio Caro Baroja i l'obertura metodològica i disciplinar a les noves tendències de l'antropologia cultural. Finalment, a partir de l'any 2019, la Revista de Dialectología y Tradiciones Populares, buscant adequar-se a les necessitats temàtiques i editorials de l'època, canvia el seu nom pel de "Disparidades. Revista de Antropología". Els articles que publica actualment la revista tenen a veure, majoritàriament, amb les tendències i preocupacions més recents de l'antropologia social i cultural del segle xxi, el que suposa una discordança fàcilment constatable amb el nom clàssic amb el qual ha estat coneguda anteriorment la revista. La continuïtat en la numeració de la revista, amb el nou mom, que arranca el 2019 a partir del fascicle LXXIV (1), expressa el desig de continuïtat amb el projecte editorial originari i les seves successives transformacions.
Entre els anys 1944 i 1977 la revista fou dirigida pel seu fundador Vicente García de Diego. Julio Caro Baroja asumí la direcció des del 1978 fins al seu decés, el 1995. Des de l'any 1996 la direcció recaigué sobre Concha Casado Lobato. Antonio Cea Gutiérrez ha estat un altre dels directors de la revista. L'actual director, des del 2015, és Pedro Tomé Martín.
El 1995 li fou atorgat el «Premio Nacional de Antropología», per l'Asociación Cultura Viva.
Disparidades. Revista de Antropología manté en tots els números la secció d'«Articles d'investigació» i en fascicles alterns les de «Temes emergents» i «Cartografies». A més, inclou seccions no fixes com «En poques paraules», «Fonts i testimonis», «En terra de ningú» i «Notes de llibres».
La revista Disparidades. Revista de Antropología es troba indexada a la Web of Science: Arts & Humanities Citation Index (A&HCI) y Current Contents - Arts & Humanities; SCOPUS, CWTS Leiden Ranking (Journal indicators), ERIH Plus, REDIB y DOAJ. Des de l'any 2005, des del mateix moment de la seva publicació, la revista facilita l'accés lliure sense restriccions a tot el seu contingut a través de la seva edició electrònica.